# Iobius Philippus Ymelcho Valerius
Iobius Philippus Ymelcho Valerius  war ein spätantiker römischer Senator. Valerius war zusammen mit dem späteren Kaiser Justinian I. im Jahr 521 Konsul, wobei das Konsulat des Justinian im Westen, der unter der Herrschaft des Ostgotenreichs stand, nicht anerkannt wurde. Außerdem führte er den Titel comes domesticorum sowie die Ehrentitel vir clarissimus und vir illustris.